# ラケーレ・グイーディ
ラケーレ・グイーディ・ムッソリーニ（Rachele Guidi Mussolini , 1890年4月11日 - 1979年10月30日）は、イタリアの政治家ベニート・ムッソリーニの妻。

## 生涯

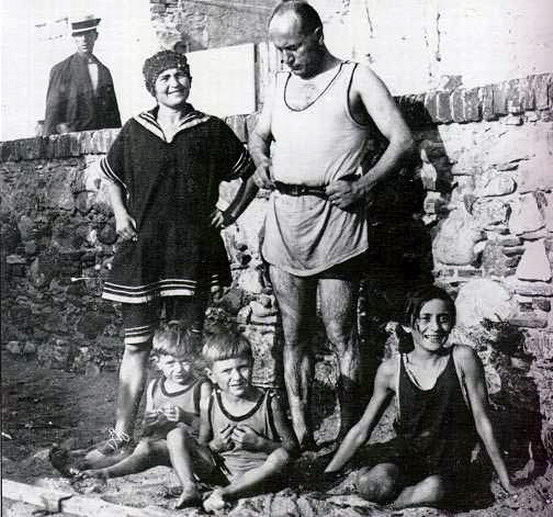
ムッソリーニ一家（1923年）

1890年にロマーニャ・プレダッピオの農民アゴスティーノ・ギディと妻アンナ・ロンバルディの娘として生まれる。父アゴスティーノの死後、母アンナはアレッサンドロ・ムッソリーニの恋人になった。
1910年1月からフォルリでアレッサンドロの息子ベニートと同棲を始め、娘のエッダをもうけた。ベニートは1914年にイーダ・ダルセルと結婚するが、ムッソリーニは政権獲得後にこの経歴を抹消している。彼はイーダに生活費を与えていたが、彼女との息子ベニート・アルビーノの存在は無視された。ラケーレとベニートは、ベニート・アルビーノが生まれる直前の1915年12月17日にロンバルディア州トレヴィーリオで結婚式を挙げ、彼がローマ進軍で政権を掌握した後の1925年には2度目の結婚式をカトリック式で挙げた。ベニートは多くの女性と関係を持っていたが、ラケーレは意に介すことなく、彼との間に5人の子供をもうけた。
ムッソリーニ政権成立後、ラケーレはファシズム下の模範的な妻・母と見なされるようになった。彼女はベニートに忠実だったが、第二次世界大戦末期の1945年4月28日に彼が処刑された時、側にいたのは愛人のクラーラ・ペタッチであり、ラケーレではなかった。ラケーレはイタリアから脱出を図ったが、同年4月にスイスに近いコモで逮捕された。彼女はアメリカ陸軍に引き渡されてイスキア島に拘留されたが、数か月後に釈放された。
ベニートの死後、ラケーレは故郷の村でパスタ料理店を経営して暮らした。また、晩年にはアルバート・ザッカーとの共著でベニートの伝記を出版した。